# Nos miran
Nos miran és una pel·lícula espanyola del 2002 dirigida per Norberto López Amado.

## Argument
Juan García (Carmelo Gómez) és un inspector de policia que s'enfronta a un cas de desaparició d'un important empresari sense deixar empremta. Durant les diferents investigacions s'adona que hi ha éssers estranys del més enllà que no paren d'observar-lo... i que el van guiant en totes les seves actuacions. Com si d'ell no depengués res...
Un inspector de policia de prestigi reconegut s'enfronta al cas més inquietant de la seva carrera. La desaparició d'un important empresari amaga darrere seu un misteri molt més gran del que està disposat a acceptar. Aviat descobreix que totes aquelles persones que un dia van marxar sense deixar rastre, amaguen un terrible secret relacionat amb els terrors i inquietuds del seu propi passat. L'oficial que va treballar prèviament en el cas ara està tancat en una institució mental i és incapaç de dir res més que "Nos miran." Un sacerdot (Roberto Alvarez) explica com una sèrie de desaparicions en l'àrea tenen significats sobrenaturals. El policia torna així a trobar-se amb un món ja oblidat, un món ple d'ombres, d'éssers que ens manipulen... i ens miren.

## Repartiment
- Carmelo Gómez: Juan García
- Icíar Bollaín: 	Julia
- Massimo Ghini: 	José
- Manuel Lozano: 	Álex García
- Carolina Petterson: 	Laura García
- Margarita Lozano: Luisa
- Roberto Álvarez: 	Sacerdot
- Francisco Algora: 	Muñoz
- Karra Elejalde: 	Medina
- Joan Massotkleiner: 	Matos
- José Caride: Llibreter
- Fanny Condado: 	Luisa de jove
- Margarita Lascoiti: 	 	Senyora Barreiros
- Kevin Estiz: 	Juan de nen
- José Moreno: 	Mort

## Premis i nominacions

### Nominacions
- 2003. Goya a la millor fotografia per Néstor Calvo